# ماركو أنطونيو براجادين

ماركو أنطونيو براجادين (21 أبريل 1523 - 17 أغسطس 1571) كان محامي إيطالي وضابط عسكري لدى جمهورية البندقية، قاد المقاومة البندقية ضد العثمانيين في قبرص.